# Paul Boey
Paul Boey (Merksem, 6 maart 1916 – 6 maart 1996) was een Vlaams volkszanger, vooral bekend vanwege zijn lied “’k Heb de mot in me lijf” (1972).

## Biografie
Boey werd geboren als Napoleon Benedictus Boey. Hij was de vijftig jaar al voorbij toen hij in 1972 op de Antwerpse Vogelmarkt als straatzanger liedjes begon te zingen, zoals “’k Heb de mot in me lijf”, “Rozalie, ‘k zien oe zo gère” en “Adam en Eva”. De Antwerpse overheid legde hem aanvankelijk een zangverbod op,  maar omdat de Stedelijke Dienst voor Toerisme en Cultuur hem als deel van de Antwerpse folklore beschouwde kreeg hij toch een vaste zangplek op de markt. 
Boey werd al gauw een bekend figuur in Antwerpen, ook al werden zijn platen niet in de platenwinkels verkocht. Hij had een overeenkomst met het Belgische platenlabel Monopole Records dat hij het alleenrecht op de verkoop op zijn platen had.
In 1979 werd hij door Willem Duys uitgenodigd voor het programma “Voor de vuist weg”, waardoor hij ook in Nederland bekend werd. Het succes werd zo groot, met onder andere drie optredens in het populaire televisieprogramma Op volle toeren, dat CNR Records hem ervan overtuigde toch een album in Nederland uit te brengen. Toen Boey ontdekte dat er hiervan bootlegs via de platenverkopers werden verspreid in Vlaanderen probeerde hij via een gerechtsdeurwaarder CNR aan te klagen wegens contractbreuk. Toen dit niet hielp zette hij meteen een punt achter zijn muzikale carrière.

## In populaire cultuur
- In de eerste strook van het Suske en Wiske-album De stoute steenezel wandelt Lambik langs de Antwerpse Vogeltjesmarkt, waar op de achtergrond iemand “’k Heb de mot in me lijf” zingt.